# Окружкові
Окру́жкові, парасолькові, зонтичні, або селерові (Apiaceae або Umbelliferae), — родина рослин порядку аралієцвітих (Apiales).
У ботанічній термінології тривалий час вживали оригінальний український термін на позначення родини рослин окружкові, але в 50-х роках XX століття він був замінений запозиченим з російської мови терміном зонтичні.

## Класифікація
Загальна чисельність родів — більше трьохсот. Деякі з них:
| - Артедія - Ажгон - Болиголов - Кмин - Кріп - Коріандр - Любисток - Морква - Палімбія - Пастернак - Петрушка - Селера - Фенхель |